# لونا شوايجر
لونا شوايجر (بالألمانية: Luna Schweiger)‏ هي ممثلة ألمانية، ولدت في 11 يناير 1997 ببرلين في ألمانيا.

## وصلات خارجية
- لونا شوايجر على موقع IMDb (الإنجليزية)
- لونا شوايجر على موقع ألو سيني (الفرنسية)
- لونا شوايجر على موقع أول موفي (الإنجليزية)
- لونا شوايجر على موقع قاعدة بيانات الفيلم (الإنجليزية)
- لونا شوايجر على موقع كينوبويسك (الروسية)